# Ronald Langón
Ronald Arturo Langón (6 de agosto de 1939) é um ex-futebolista uruguaio que atuava como meia.

## Carreira
Ronald Langón fez parte do elenco da Seleção Uruguaia de Futebol, na Copa do Mundo de  1962. 